# Axiopoena
Axiopoena (лат.) — род бабочек из подсемейства медведиц. К нему относятся одни из наиболее крупных представителей данного подсемейства.

## Общая характеристика
Размах крыльев 100—105 мм. Половой диморфизм не выражен. Хоботок развит. Губные щупики торчат кверху. Лоб с пучком волос. Усики простые. Шпоры на голенях маленькие. Окраска однообразная. Передние крылья однотонные, их окраска угольно-чёрная. Задние крылья в прикорневой половине и у внутреннего угла имеют поле кирпично-красного цвета. Внешняя половина заднего крыла черновато-серая с красноватым оттенком на наружном крае. Снизу задних крыльев у мрачной медведицы за центральной ячейкой за началом жилки Cu2 расположено чёрное пятно, которое отсутствует у вида Медведица Карелина (Axiopoena karelini). В то же время, у медведицы Карелина снизу задних крыльев имеется развитая суббазальная чёрная перевязь, которая отсутствует у мрачной медведицы. Дополнительное изогнутое пятно вблизи заднего угла задних крыльев всегда имеется у медведицы Карелина, и лишь иногда может встречаться у мрачной медведицы.

## Ареал и местообитание
Виды относительно широко распространены в Пакистане, Афганистане, Туркмении и Закавказье, Абхазии, Грузии, Армении, на северо-западе Индии, в Ираке, Иране и Западной Турции. В пределах всего своего ареала медведицы данного рода связанны с пещерами и гротами, в которых бабочки прячутся в дневное время. Время лёта приходится на июнь. За год развивается в одном поколении.

## Виды
- Медведица Карелина (Axiopoena karelini Ménétriés, 1863)
- Медведица мрачная (Axiopoena maura Eichwald, 1830)